# Chicoana

Chicoana é um município da província de Salta, na Argentina.